# 阮伯良
阮伯良（1902年1月21日—？），越南共和國政治人物，曾擔任越南共和國眾議院議長。

## 生平
1902年1月21日，阮伯良出生於越南南方，他的出生地後來屬於建豐省高嶺郡。

## 個人生活
阮伯良是佛教徒。他有至少5個子女，1969年他宣佈自己將與一名時年四十八歲的寡婦再婚，在西貢引發了熱議，並受到了一些其他議員的反對。

## 榮譽
- 大韓民國修交勳章[2]